# Борго-Приоло
Борго-Приоло (итал. Borgo Priolo) — коммуна в Италии, находится в регионе Ломбардия, в провинции Павия.
Население составляет 1417 человек (2008), плотность населения составляет 49 чел./км². Занимает площадь 29 км². Почтовый индекс — 27040. Телефонный код — 0383.
В коммуне 15 августа особо празднуется Успение Пресвятой Богородицы.

## Демография
Динамика населения:

## Администрация коммуны
- Официальный сайт: http://www.comune.borgopriolo.pv.it/